# Aksaray
Aksaray è una città della Turchia, situata nella Anatolia Centrale, capitale dell'omonima provincia.

## Storia
La città era anticamente un'importante tappa lungo la celebre rotta della via della seta e deriva dall'antico insediamento romano di Garsaura, ribattezzata Archelaïs da Archelao di Cappadocia. La città divenne un possedimento dei turchi Selgiuchidi a partire dal 1142 dopo la celebre battaglia di Manzikert, dando vita al Sultanato di Rum. Il celebre viaggiatore berbero del XIV secolo Ibn Battuta rimase notevolmente impressionato dallo splendore della città durante la sua epoca. Nel 1470 la città venne incorporata nell'Impero ottomano per opera di Ishak Pascià e gran parte della popolazione venne ricollocata ad Istanbul, dove diedero vita al celebre all'omonimo quartiere cittadino.
Attualmente la città ha mantenuto le dimensioni di una cittadina media, soprattutto per l'elevato grado di emigrazione dei suoi abitanti in cerca di occupazione, soprattutto nel Regno Unito ed in Germania.

## Monumenti e luoghi d'interesse
- La scuola coranica Ibrahim Kadiroğlu Medresesi fu costruita dai Selgiuchidi tra il XII e il XIII secolo e restaurata successivamente dai Karamanidi nella metà del XIV secolo.
- Il monte Hasan (in turco Hasan Dağı) uno stratovulcano inattivo, alto circa 3253 metri e ben visibile dalla città.
- L'insediamento neolitico di Aşıklı Höyük a circa 25 km a sud-est della città.

## Amministrazione

### Gemellaggi
- Venezia
- Graz
- Sankt Pölten
- Prades
- Lons-le-Saunier
- Ajaccio
- Hódmezővásárhely
- Osaka
- Banská Bystrica
- Košice
- Slovenska Bistrica
- Burgas
- Petropavlovsk-Kamčatskij
- Decamerè